# FN Близнецов
FN Близнецов (лат. FN Geminorum) — одиночная переменная звезда в созвездии Близнецов на расстоянии приблизительно 5 230 световых лет (около 1 604 парсек) от Солнца. Видимая звёздная величина звезды — от +12,5m до +11m.

## Характеристики
FN Близнецов — красный гигант, пульсирующая медленная неправильная переменная звезда (LB) спектрального класса M2. Радиус — около 87,16 солнечных, светимость — около 1114,937 солнечных. Эффективная температура — около 3573 К.